# Memoràndum del Benelux
El Memoràndum del Benelux és una proposta que els països del Benelux van fer el 20 de maig del 1955 als altres països de la CECA per fer avançar el procés d'integració econòmica d'Europa. El memoràndum va proposar entre altres coses la fundació d'una comunitat econòmica i la institució d'un mercat comú.
La proposta es basa en la convicció que el desenvolupament de les institucions comunes, la fusió gradual de les economies nacionals, la fundació d'un mercat comú i la uniformització gradual de la política social havien de ser la base d'una Europa unida. En la línia d'acords anteriors al si de la CECA, la comunitat econòmica proposada hauria de basar-se en un enfocament comú de transport i energia, especialment energia nuclear. El memoràndum es va realitzar a la iniciativa de Johan Willem Beyen, Ministre d'Afers Exterior neerlandès en aquell moment.